# Соглашение о торговле услугами

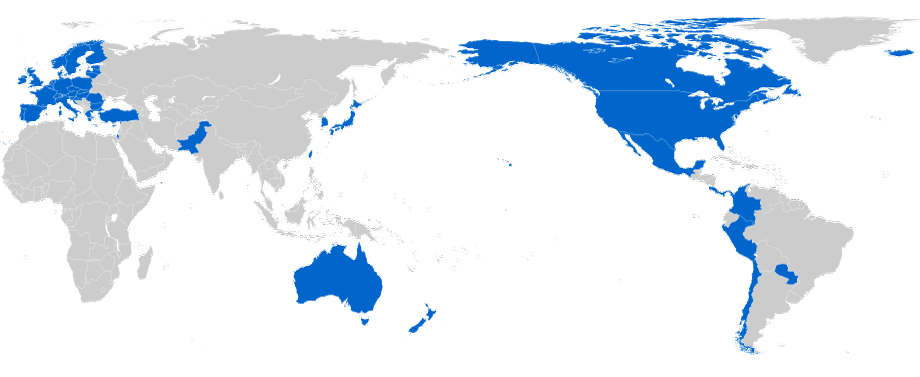
Страны-участники соглашения

Соглашение о торговле услугами (Trade in Services Agreement, TiSA) — планируемое торговое соглашение между 23 сторонами, среди которых Евросоюз и США. Целью соглашение является либерализация таких торговых услуг как банковские услуги, здравоохранение и транспорт.

## Создание
TiSA было инициативой США. Оно было предложено группой стран, называвшихся Really Good Friends of Services, на встрече в Женеве. Все встречи, на которых обсуждались условия TiSA, также проходили в Женеве. Наибольшее число поправок в TiSA внесли ЕС и США. Создание TiSA началось в феврале 2012 года.

## Соглашение
TiSA покрывает более 70 % мировой экономики услуг. В ЕС сфера услуг обеспечивает более 75 % рабочих мест и ВВП.

## Участники
Первоначально участниками соглашения являлось 16 сторон, позднее их количество возросло до 23. Поскольку в состав Евросоюза входит 28 стран, всего участниками соглашения являются более 50 стран.
Участники соглашения: Австралия, Гонконг, Евросоюз, Израиль, Исландия, Канада, Колумбия, Южная Корея, Коста Рика, Лихтенштейн, Маврикий, Мексика, Новая Зеландия, Норвегия, Пакистан, Панама, Перу, США, Тайвань, Турция, Чили, Швейцария, Япония.